# Wagener Stadium
Le Wagener Stadium est un stade multifonction à Amsterdam aux Pays-Bas. Il est actuellement principalement utilisé pour les matchs de hockey sur gazon et les matchs organisés pour la Coupe du monde de hockey 1973. Le stade accueille 9 000 personnes.
Le complexe appartient à la Association royale néerlandaise de hockey («Koninklijke Nederlandse Hockey Bond» ») depuis 1980.
Son emplacement est l'Amsterdamse Bos à Amsterdam. Il a été construit par l'AH&BC Amsterdam en l'honneur de son président, Joop Wagener senior (1881–1945). Le bâtiment a été achevé un an avant l'arrivée de la Seconde Guerre mondiale aux Pays-Bas en 1939.
Au cours des années 1970, il est devenu clair que l'AHBC ne pouvait plus se permettre le stade, qui a finalement été vendu au Koninklijke Nederlandse Hockey Bond. AHBC a toujours le premier droit de jouer dans le stade.
Dans le passé, le stade a accueilli les tournois majeurs suivants:
- Coupe du monde masculine de hockey sur gazon 1973
- Championnat d'Europe de hockey sur gazon en 1983, 2009[3], 2017
- Champions Trophy en 1982, 1987, 2000, 2001, 2003, 2006 et 2011[4]